# Blîstova, Mena
Blîstova (în ucraineană Блистова) este localitatea de reședință a comunei Blîstova din raionul Mena, regiunea Cernihiv, Ucraina.

## Demografie
Componența lingvistică a localității Blîstova
     Ucraineană (98,52%)
     Rusă (1,04%)
Conform recensământului din 2001, majoritatea populației localității Blîstova era vorbitoare de ucraineană (98,52%), existând în minoritate și vorbitori de rusă (1,04%).